# Sky Text
Sky Text je digitální teletext provozovaný British Sky Broadcasting (BSkyB) ve Spojeném království a v Irsku. Je dostupný na satelitu a na Freeviewu na kanále 108. 

## Obsah
| Zprávy                    | Strana 102 |
| Finance                   |            |
| Sport                     | Strana 200 |
| Sport Letters             | Strana 459 |
| Počasí                    |            |
| Showbussines              | Starna 170 |
| Výsledky National Lottery |            |
| Prázdniny                 |            |